# 나경채
나경채(羅敬埰, 1973년 9월 18일 ~ )는 대한민국의 정치인이다. 관악구의원, 정의당의 공동대표를 지냈다. 자전거 아저씨라는 별명을 가지고 있다.

## 생애
민주노동당 중앙위원이었으나 2008년 진보신당 창당을 위해 탈당했으며, 2010년에는 제6대 서울 관악구의회 의원으로 당선, 의회운영위원회 부위원장을 역임하기도 했다.
2015년 1월, 대표단 선거에서 정의당, 국민모임 등의 정당과 노동 분야 관련 단체인 노동정치연대 등, '새로운 대중적 진보정당 건설의 원칙'에 동의하는 개인 및 세력들이 힘을 합쳐 노동자와 민중을 위해 진보정치를 재건하자는 주장으로 당 대표에 당선됐다. 당내 정파(계파)는 통합파로 분류되었으며. 노동당을 탈당하여  통합파들과 함께 진보결집+를 창립하였고, 정의당의 공동대표를 지냈다. 제19대 대선 이후 광주광역시로 이사했으며 정의당 4기 전국동시당직선거 정의당 광주광역시당위원장 선거에서 낙선하고 정의당 광주광역시당 대변인으로 활동하다가 5기 전국동시당직선거에서 광주광역시당위원장이 되었다.

## 학력
- 서산초등학교
- 고려중학교
- 전남고등학교
- 전남대학교 법학 학사 졸업

## 경력사항
- 두발규제와 교복반대 및 체벌폐지를 위한 광주지역고등학생 공동대책위 의장 (1991)[3]
- 진보신당 서울시당 관악구 당원협의회 위원장
- 진보신당 전국위원
- 정책연구소 「오늘」 이사
- 신림초등학교 학교운영위원
- 신림동 CNG 가스충전소 설치반대 주민비대위원
- 한미 FTA 저지 관악운동본부장
- 관악구 수화통역센터 운영위원
- 관악희망 우체통 솔루션위원회 위원장
- 2010.07 ~ 2014.06 제6대 서울특별시 관악구의회 의원
- 2010.07 ~ 2012.07 제6대 서울특별시 관악구의회 전반기 의회운영위원회 부위원장[4]
- 2013 노동당 서울시당 관악구 위원장
- 2015.02 ~ 2015.07 제1대 노동당 대표
- 진보결집+ 공동대표
- 2015.11 ~ 2017.07 정의당 공동대표
- 정의당 광주광역시당 대변인
- 2019.07 정의당 광주광역시당위원장
- 2021.11 심상찮은 선대위 공동상임선대위원장
- 2023.11 ~ 정의당 비상대책위원
- 2024.10 ~ 정의당 기획실 실장

## 전과
- 일반교통방해: 벌금 100만원 - 2011년 5월 25일 선고[5]

## 역대 선거 결과
|  | 16.60% |

|  | 22.33% |

|  | 17.05% |

|  | 3.47% |

|  | 5.99% |

|  | 4.41% |